# Jos Clement
Josef Jan Theodoor (Jos) Clement (Merkelbeek, 16 februari 1912 – 8 mei 1991) was een Nederlands politicus van de KVP.
Na zijn gymnasium heeft hij nog anderhalf jaar filosofie gestuurd in Rolduc. In mei 1935 ging hij als volontair aan de slag bij de gemeentesecretarie in zijn geboorteplaats Merkelbeek. Begin 1939 werd hij daar gemeente-ontvanger en gemeentesecretaris. In mei 1946 werd Clement benoemd tot burgemeester van die gemeente wat hij tot zijn pensionering in 1977 zou blijven. In 1991 overleed hij op 79-jarige leeftijd.